# Ferradillo

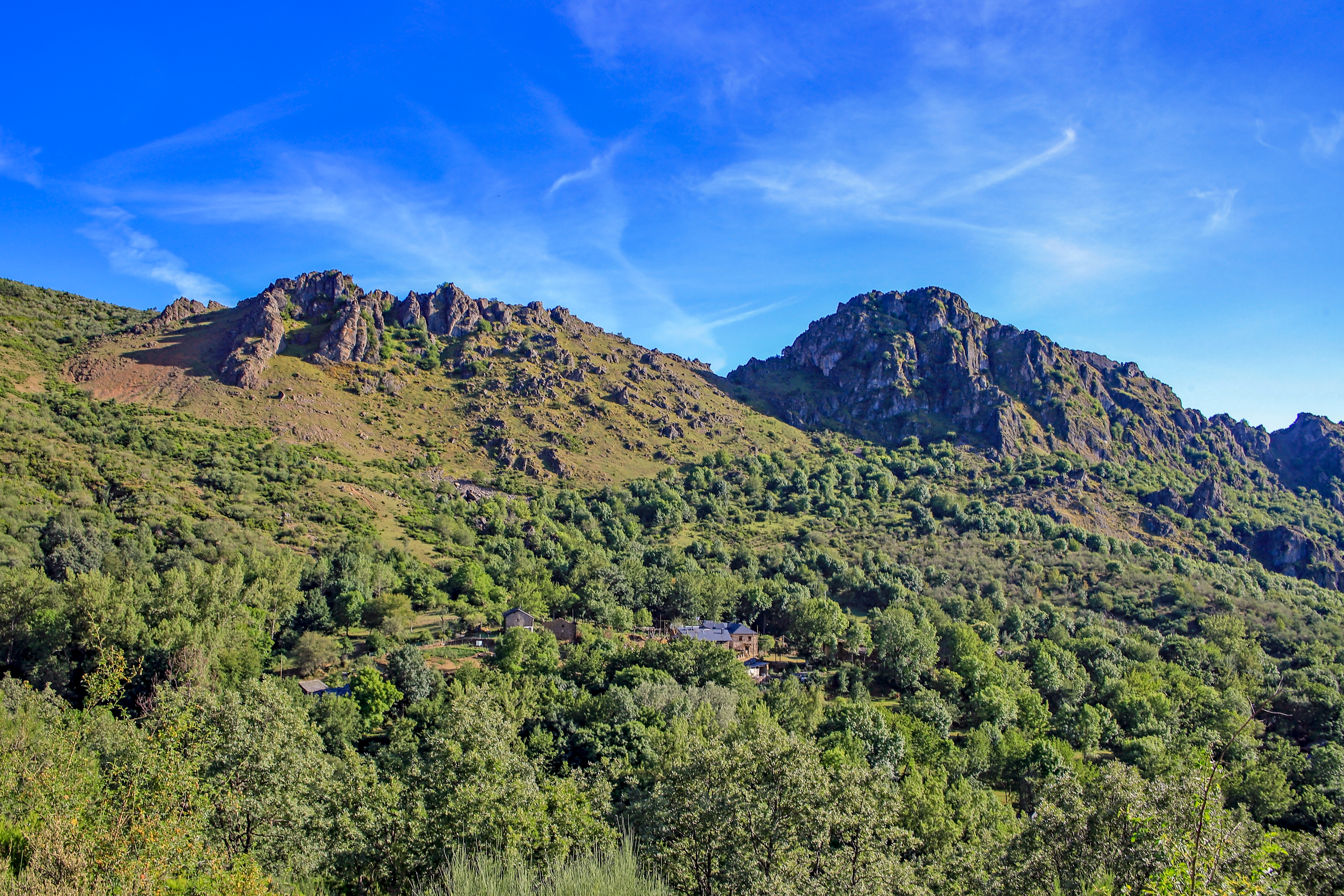
Montes Aquilanos

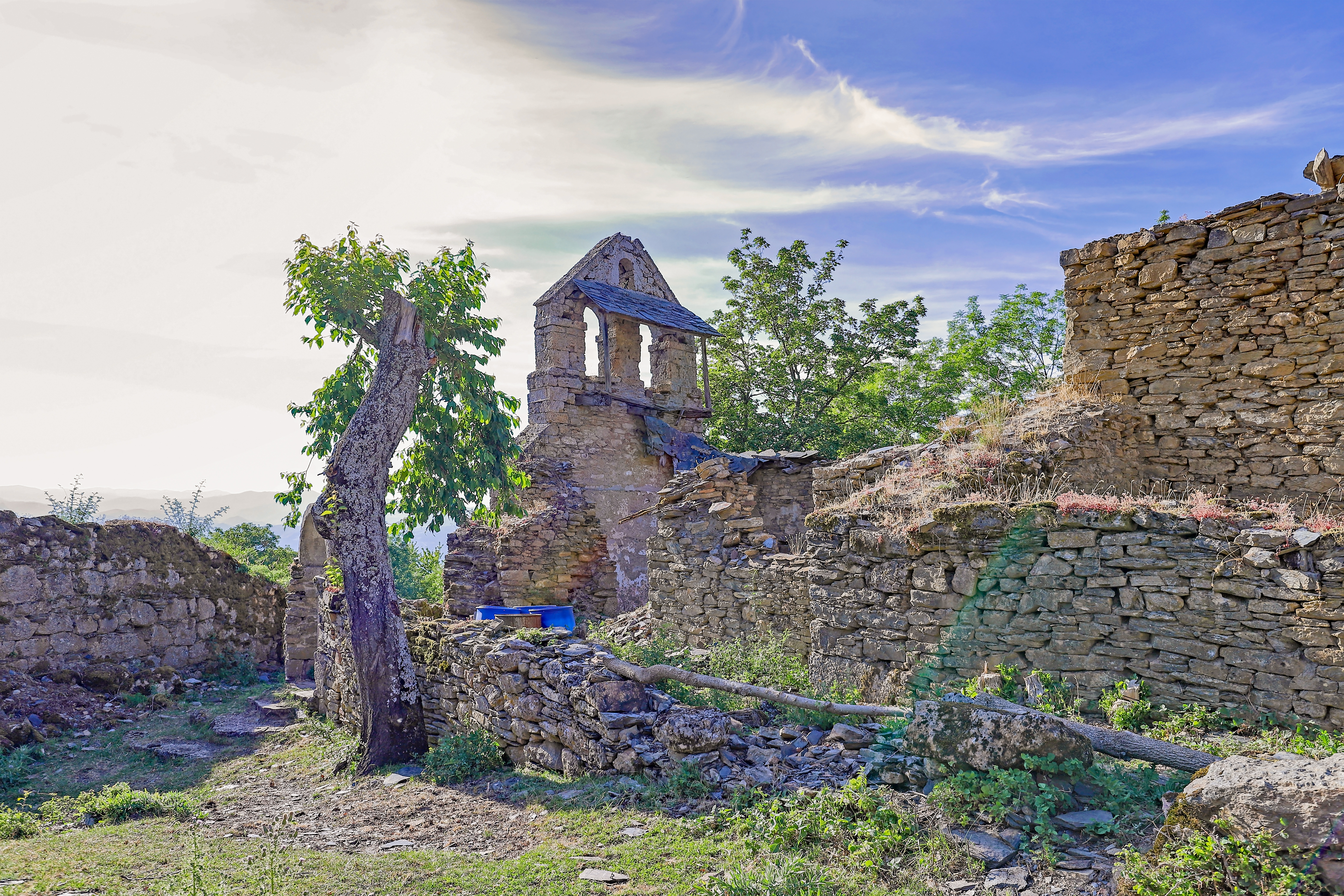
Iglesia de San Bartolomé

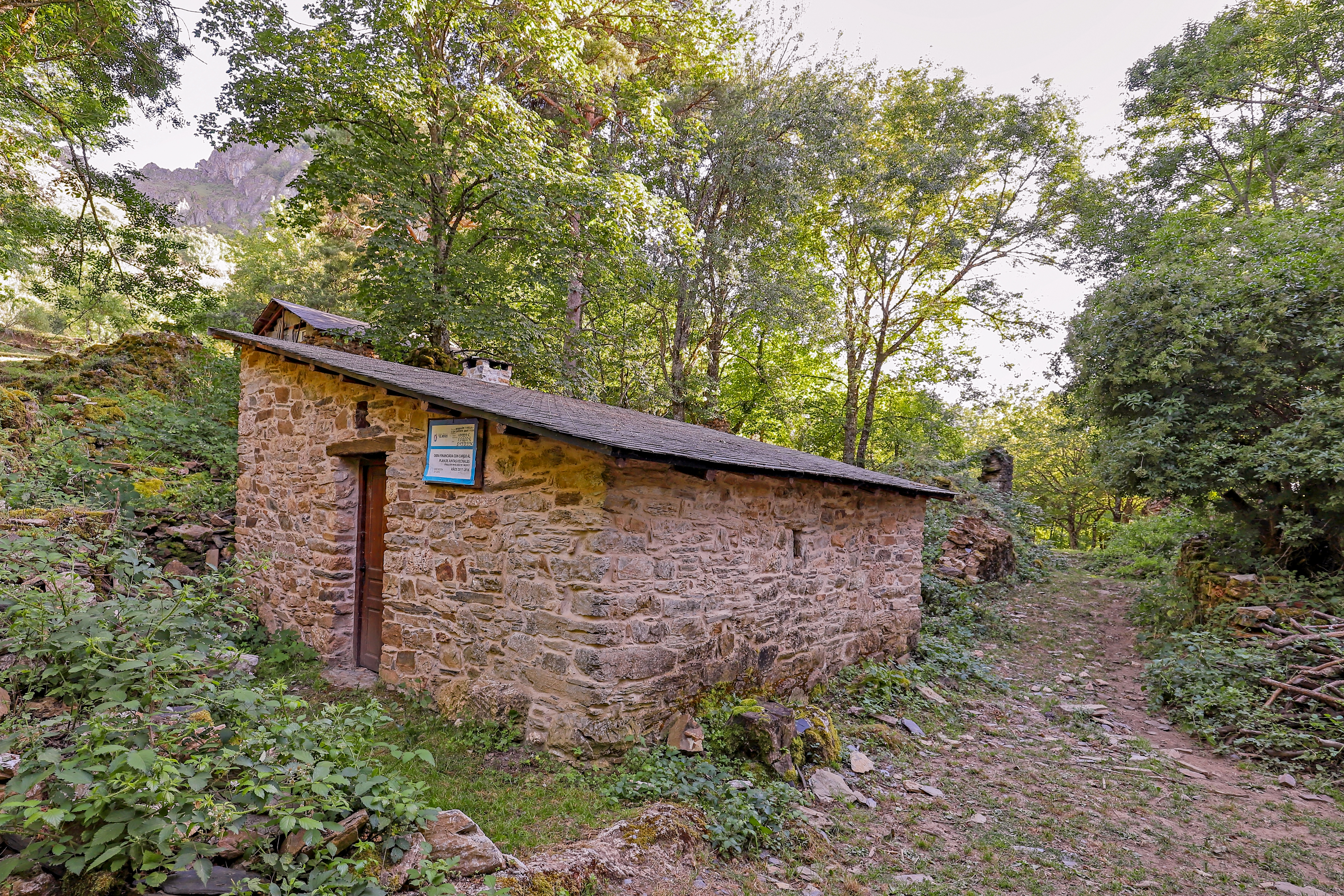
Casa reformada por las Juntas Vecinales

Ferradillo (Ferradiellu en leonés) es una localidad perteneciente al municipio de Priaranza del Bierzo situado en la comarca de El Bierzo, en la Provincia de León, Comunidad Autónoma de Castilla y León, España.

## Historia
Pertenece a Priaranza del Bierzo desde 1963. Anteriormente pertenecía a San Esteban de Valdueza (Decreto 3530/1963, BOE 307/1963).

### Ferradillo "La Rusia Chica"
Los Maquis eligieron Ferradillo como lugar de asentamiento y centro de operaciones, por las características montañeras que presenta el paraje y la facilidad de poder contar con la colaboración de sus vecinos con provisiones. El 17 de julio de 1942, se fundó en Ferradillo la Federación de Guerrillas de León-Galicia como resistencia hacia el Régimen Franquista, siendo la primera guerrilla organizada que había en España.